# Rebollar (Segovia)
Rebollar es una localidad perteneciente al municipio de San Pedro de Gaíllos, en la provincia de Segovia, comunidad autónoma de Castilla y León, España. En 2024 contaba con 49 habitantes.
Pertenece al ochavo de Cantalejo en la Comunidad de Villa y Tierra de Sepúlveda, por el término local fluye el río San Juan.

## Demografía
Evolución de la población
| Gráfica de evolución demográfica de Rebollar entre 1991 y 2024 |
| |
| Población según Pedro Luis Siguero Llorente. Población residente (2000-2022) según los censos de población del INE. Población según el padrón municipal de 2024 del INE. |

## Cultura

### Patrimonio
- Gacería, variante lingüística local sobre todo utilizado por los tratantes de ganado y trilleros, presente en los pueblos del Ochavo de Cantalejo como Rebollar;[4]
- Iglesia, construida en el siglo XX sobre los restos de la antigua ermita románica que estaba consagrada a San Roque. Actualmente tiene como patrón a San Sebastián. Es significativa su espadaña además de un conservado capitel románico en el interior;
- Enebrales y pinares en los alrededores del pueblo;[5][6]
- Antigua fragua.

### Fiestas
- San Sebastián, patronales celebradas el 20 de enero;
- Resurrección del Señor, en Semana Santa.[7]

Existen actualmente en el pueblo tres asociaciones culturales festivas del tipo de peñas llamadas El Barrancón, La KRAM y El Puntazo. 

### Gastronomía
- Rosquillas de Pascua, dulces horneados a la leña hechos con huevo y harina. Existe un bar llamado Rebobar.[8]